# Kanton Baumholder
Der Kanton Baumholder (franz.: Canton de Baumholder) war eine von neun Verwaltungseinheiten, in die sich das Arrondissement Birkenfeld im Saardepartement gliederte. Der Kanton war in den Jahren 1798 bis 1814 Teil der Ersten Französischen Republik (1798–1804) und des Ersten Französischen Kaiserreichs (1804–1814). Der größte Teil des Verwaltungsgebiets lag im heutigen Landkreis Birkenfeld (Rheinland-Pfalz), einige Orte im heutigen Landkreis St. Wendel (Saarland).
1817 wurde im Fürstentum Lichtenberg ebenfalls ein „Kanton Baumholder“ eingerichtet, der sich jedoch bezüglich des Gebietsstandes vom vorherigen französischen Kanton unterschied (siehe auch Liste der Gemeinden im Fürstentum Lichtenberg).

## Geschichte
Vor der Annexion des Linken Rheinufers in den französischen Revolutionskriegen (1794) gehörte der 1798 eingerichtete Verwaltungsbezirk des Kantons Baumholder überwiegend zum Herzogtum Pfalz-Zweibrücken, Mittelbollenbach und Nahbollenbach gehörten zum Kondominium Herrschaft Oberstein, Ausweiler, Frauenberg, Hammerstein und Reichenbach zur Hinteren Grafschaft Sponheim.
Von der französischen Direktorialregierung wurde 1798 die Verwaltung des Linken Rheinufers nach französischem Vorbild reorganisiert und damit u. a. eine Einteilung in Kantone übernommen. Die Kantone waren zugleich Friedensgerichtsbezirke. Zunächst war das Saardepartement in drei Arrondissements aufgeteilt, der Kanton Baumholder war dabei dem Arrondissement Saarbrücken zugeordnet. Nach einer 1799 erfolgten Neuaufteilung und der Einrichtung des vierten Arrondissements Birkenfeld wurde der Kanton Baumholder diesem zugeordnet.
Der Kanton war eingeteilt in fünf Mairies: Baumholder, Berschweiler, Mittelbollenbach, Nohfelden und Reichenbach.
Nachdem im Januar 1814 die Alliierten das Linke Rheinufer wieder in Besitz gebracht hatten, wurde im Februar 1814 das Saardepartement und damit auch der Kanton Baumholder Teil des provisorischen Generalgouvernements Mittelrhein. Nach dem Pariser Frieden vom Mai 1814 wurde dieses Generalgouvernement im Juni 1814 aufgeteilt, das Gebiet links des Rheins und rechts der Mosel, in dem auch der Kanton Baumholder lag, wurde der neu gebildeten Gemeinschaftlichen Landes-Administrations-Kommission zugeordnet, die unter der Verwaltung von Österreich und Bayern stand.
Aufgrund der auf dem Wiener Kongress getroffenen Vereinbarungen kam der Kanton im April 1815 vorläufig zu Preußen, durch spätere Zusatzverträge wurde das Gebiet im September 1816 von Herzog Ernst von Sachsen-Coburg-Saalfeld in Besitz genommen. Bezogen auf den französischen Kanton Baumholder waren davon ausgenommen die Orte Nohen, Nohfelden, Gimbweiler und Wolfersweiler, die vorläufig preußisch blieben und im April 1817 zusammen mit knapp 100 weiteren Gemeinden an den Herzog von Oldenburg zur Bildung des neuen Fürstentum Birkenfeld abgetreten wurden. Das herzoglich-sachsen-coburgische Territorium im vorherigen Saardepartement wurde im Januar 1817 in drei Kantone eingeteilt, einer davon war der „Canton Baumholder“, der 30 Gemeinden umfasste und unterteilt war in die Bürgermeistereien Baumholder, Berschweiler, Burglichtenberg und Reichenbach. Im März 1819 bekam das Territorium den Namen Fürstentum Lichtenberg. Durch Staatsvertrag kam das Fürstentum im Juli 1834 zu Preußen und wurde als Kreis St. Wendel dem Regierungsbezirk Trier in der Rheinprovinz zugeordnet.

## Gemeinden und Ortschaften
Nach amtlichen Tabellen aus den Jahren 1798/1799 gehörten zum Kanton Baumholder folgende Gemeinden und Ortschaften (in Klammern damalige Schreibweise in den französischsprachigen Tabellen):
Aulenbach, Ausweiler, Baumholder, Berglangenbach (Berlengerbach), Berschweiler, Breungenborn (Breinchenborn), Eckersweiler, Ehlenbach (Elenbach), Erzweiler, Fohren, Frauenberg, Freisen, Frohnhausen, Gimbweiler, Grünbach (Grimbach), Hahnweiler (Hanweiler), Hammerstein, Heimbach, Kirchenbollenbach (Kirchbollenbach), Leitzweiler, Linden, Mambächel, Mettweiler, Mittelbollenbach, Nahbollenbach (Nohbollenbach), Nohen, Nohfelden (Nohfeld), Reichenbach (Rachenbach), Rohrbach, Ronnenberg, Rückweiler (Rickweiler), Ruschberg, Wieselbach (Viselbach) und Wolfersweiler.